# Gloria Inés Ramírez
Gloria Inés Ramírez Ríos (Filadelfia, Caldas, 8 de junio de 1956) es una docente, sindicalista y política colombiana, miembro del Partido Comunista Colombiano. Fue ministra del Trabajo en el gobierno de Gustavo Petro.
Fue la primera mujer presidente de la Federación Colombiana de Trabajadores de la Educación (Fecode) e integrante del Comité Ejecutivo de la Central Unitaria de Trabajadores de Colombia (CUT). Entre 2006 y 2014 se desempeñó como senadora elegida con el aval del Polo Democrático.

## Primeros años y estudios
Nació el 8 de junio de 1956, en el municipio colombiano de Filadelfia (Caldas). Es licenciada en física y matemáticas de la Universidad Tecnológica de Pereira.
En su vida como educadora, desempeñó su función en instituciones mayoritariamente de carácter público. Desde muy joven se vinculó a la izquierda, militando así en el Partido Comunista Colombiano y la Unión Patriótica (UP). 
Ocupó varios cargos dentro del sindicalismo; siendo presidenta de la Federación Colombiana de Educadores (FECODE), e integrante del Comité Ejecutivo de la Central Unitaria de Trabajadores de Colombia (CUT). También se destacó como defensora de los derechos de la mujer, la emancipación femenina y la equidad de género.
Fue electa miembro del Comité Ejecutivo Central del Partido Comunista Colombiano, en el XX Congreso Nacional de mencionado partido, realizado en noviembre de 2008.

### Senadora

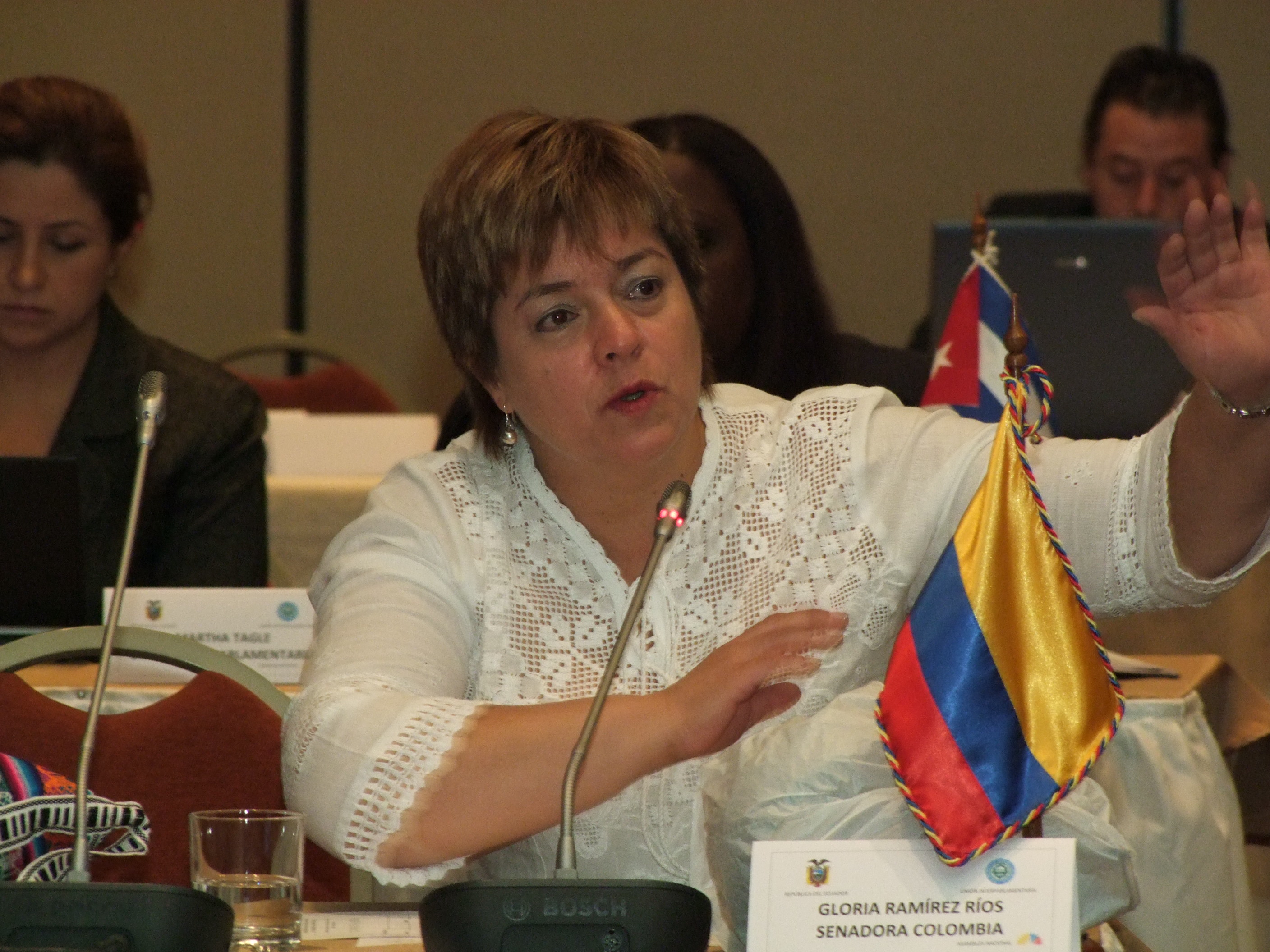
Ramírez en 2010 durante su desempeno como senadora.

En las elecciones legislativas de Colombia de 2006, fue elegida senadora de la república de Colombia con un total de 32.589 votos, representando al Polo Democrático Alternativo (del que en ese entonces era integrante el Partido Comunista). Posteriormente en las elecciones legislativas de Colombia de 2010, fue reelegida como senadora con un total de 36.335 votos.
Apoyó proyectos que buscaban la reivindicación de los trabajadores, los derechos de la comunidad LGBT y el reconocimiento de la objeción de conciencia al servicio militar obligatorio, el cual fue impulsado por la Asociación Nacional de Estudiantes de Secundaria. 
Ramírez es la autora de la ley que tipificó el feminicidio en Colombia, también impulsó otros proyectos como la creación de la Comisión Legal para la Equidad de la Mujer del congreso y la inclusión del trabajo de hogar no remunerado en el Sistema de Cuentas Nacionales.

### Ministra de Estado
El 6 de agosto de 2022, el presidente electo Gustavo Petro anunció la designación de Gloria Inés Ramírez como la nueva Ministra del Trabajo de Colombia. Inició oficialmente sus funciones como ministra el 11 de agosto de 2022.
El 29 de agosto de 2022 durante la primera visita oficial del presidente Gustavo Petro a Perú y la visita de la vicepresidenta Francia Márquez a Estados Unidos, Gloria Inés fue designada por el presidente como ministra delegataria, cargo que desempeña las funciones de la jefatura del Estado mientras está ausente el mandatario conforme a la reglamentacion de sucesión presidencial en Colombia. El 18 de septiembre de ese mismo año, nuevamente se le fueron delegadas las funciones presidenciales durante la visita del presidente Petro a la Asamblea General de las Naciones Unidas en Nueva York, Estados Unidos.

#### Refomas

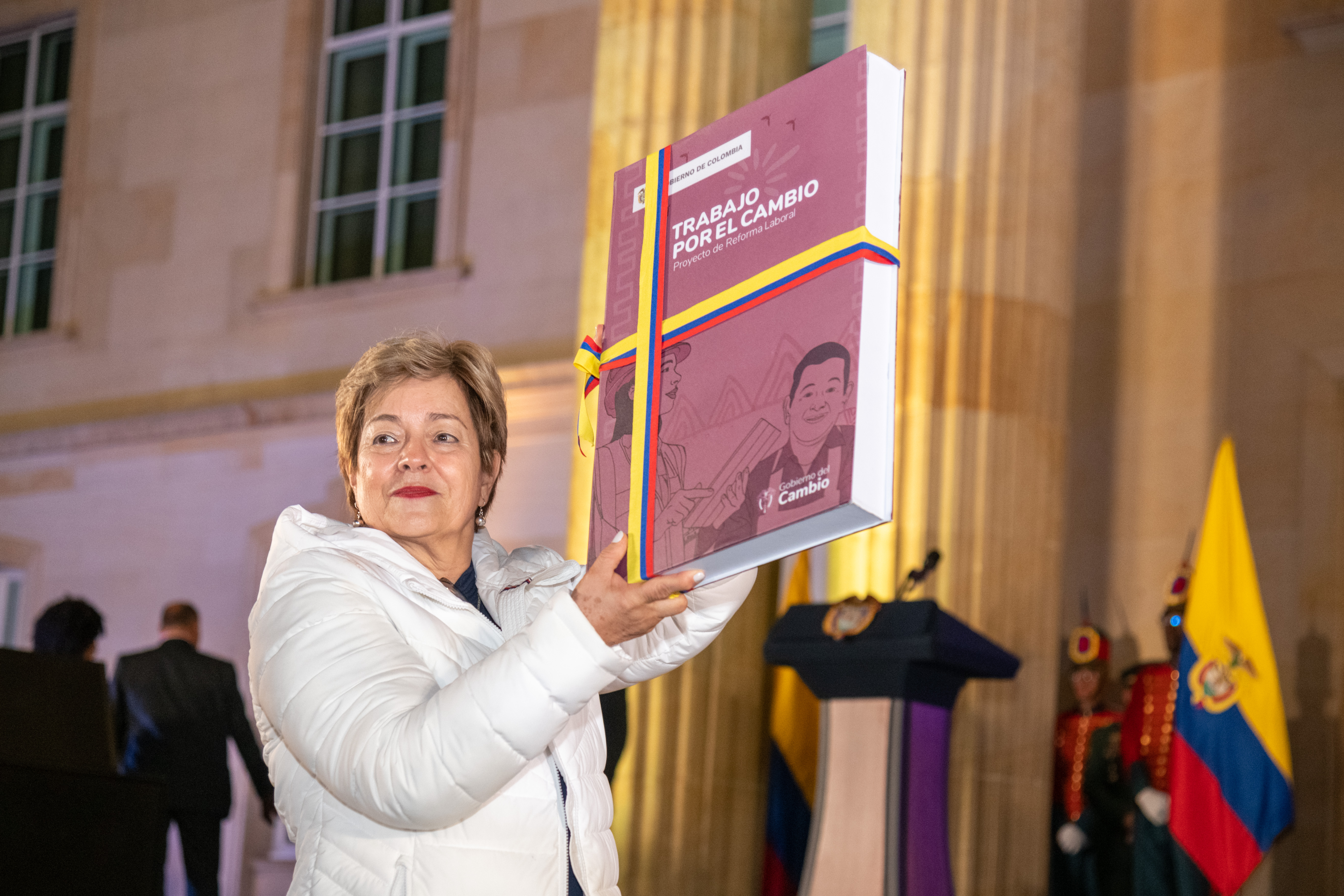
Ramírez presentando el texto de la reforma laboral en 2023

Durante su desempeño como ministra del gobierno Petro, Ramírez se destacó por su capacidad negociadora con la que logró la aprobación de la reforma pensional así como el aumento significativo del salario mínimo.

## Posiciones políticas
Ramírez se ha interesado en el mejoramiento de los derechos laborales en Colombia, con un enfoque de género. Esa lucha se puede ver expresada en las tres áreas en las que ha desarrollado su vida: el sindicalismo, la militancia en el Partido Comunista Colombiano y el Polo Democrático y la academia.
En un discurso en el año 2006, Ramírez defendió a los expresidentes de izquierda de la región Hugo Chávez, Evo Morales y Rafael Correa, expresando: «Ya quisiéramos nosotros que aquí estuvieran las ideas de Chávez, de Evo, de Rafael Correa y de todos los que están construyendo patrias soberanas e independientes».

### Persecución por presunta participación en "Farcpolítica"
Desde el 10 de diciembre de 2008, la senadora Gloria Inés Ramírez fue notificada por la Procuraduría General de la Nación sobre la apertura de una investigación preliminar dentro del proceso llamado Farcpolítica. La investigación se originó por la información encontrada en los Computadores de Raúl Reyes y la presunta extralimitación de sus funciones como integrante de la Comisión de Paz y Acuerdo humanitario del Senado. En la documentación encontrada de las Fuerzas Armadas Revolucionarias de Colombia - Ejército del Pueblo (FARC-EP), hacían mención y referencia a las senadoras Piedad Córdoba y Gloria Inés Ramírez, así como al representante de la Cámara Wilson Borja sugiriendo así una relación cercana a la organización armada.
El 15 de julio de 2009, la Corte Suprema no halló méritos suficientes para continuar la investigación contra la senadora Gloria Inés Ramírez, al desestimar las pruebas contenidas en el computador de Raúl Reyes. La senadora expresó con respecto a la investigación que fue un montaje de la Fiscalía su vinculación en la Farcpolítica. La investigación preliminar señaló que ninguno de los diez correos electrónicos que intercambiaron las FARC-EP y donde se citaba a la senadora Ramírez eran suficientes para imputar a la congresista por vínculos con el grupo armado.